# Polypauropoides foliolus
Polypauropoides foliolus är en mångfotingart som beskrevs av Ulf Scheller 1997. Polypauropoides foliolus ingår i släktet Polypauropoides och familjen Polypauropodidae. Inga underarter finns listade i Catalogue of Life.